# Баян-Ундер
Баян-Ундер (монг.: Баян-Өндөр) сомон в Баянхонгорському аймаці Монголії. Територія 16,4 тис. км²., населення 2,5 тис. чол.. Центр – селище Булган розташовано на відстані 896 км від Улан-Батора, 276 км від Баянхонгора. Школа, лікарня, культурний і торгово-обслуговуючий центр.

## Клімат

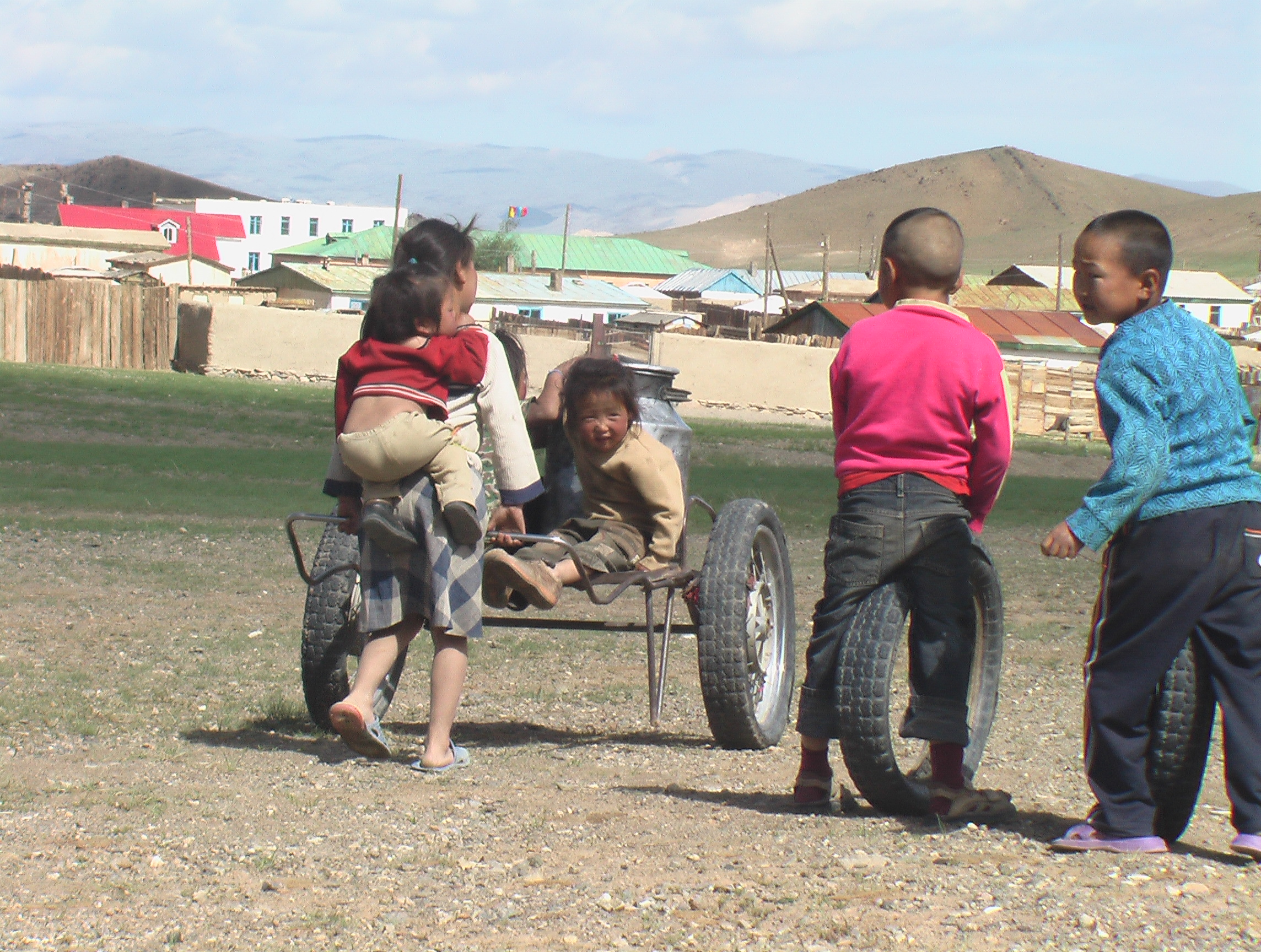
Діти в сомоні Баян-Ундер

Клімат різкоконтинентальний. Середня температура січня -15 градуси, липня +20-25 градусів. Протягом року в середньому випадає 150-200 мм опадів.

## Рельєф
Поверхня гірська, степова, камениста. Між високими горами, як Баян-Ундур (2711 м), Хух Ус (2048 м), Ерден (1821 м), Суман Хайрхан (1788 м) знаходяться річки Дерсній, Ценхер, Ланзат, Шалин та ін.. Найвища точка – 2711 м., найнижча точка 1025 м. Біля підніж гір є численні джерела.

## Корисні копалини
Багатий на кам’яне вугілля, кришталь.

## Тваринний світ
Водяться дикі барани та дикі кози, козулі, кулани, вовки, лисиці, дикі степові коти, зайці.